# Macheng
Macheng (麻城 ; pinyin : Máchéng) est une ville de la province du Hubei en Chine. C'est une ville-district placée sous la juridiction de la ville-préfecture de Huanggang.

## Démographie
La population du district était de 1 176 249 habitants en 1999.